# Émile Gallé

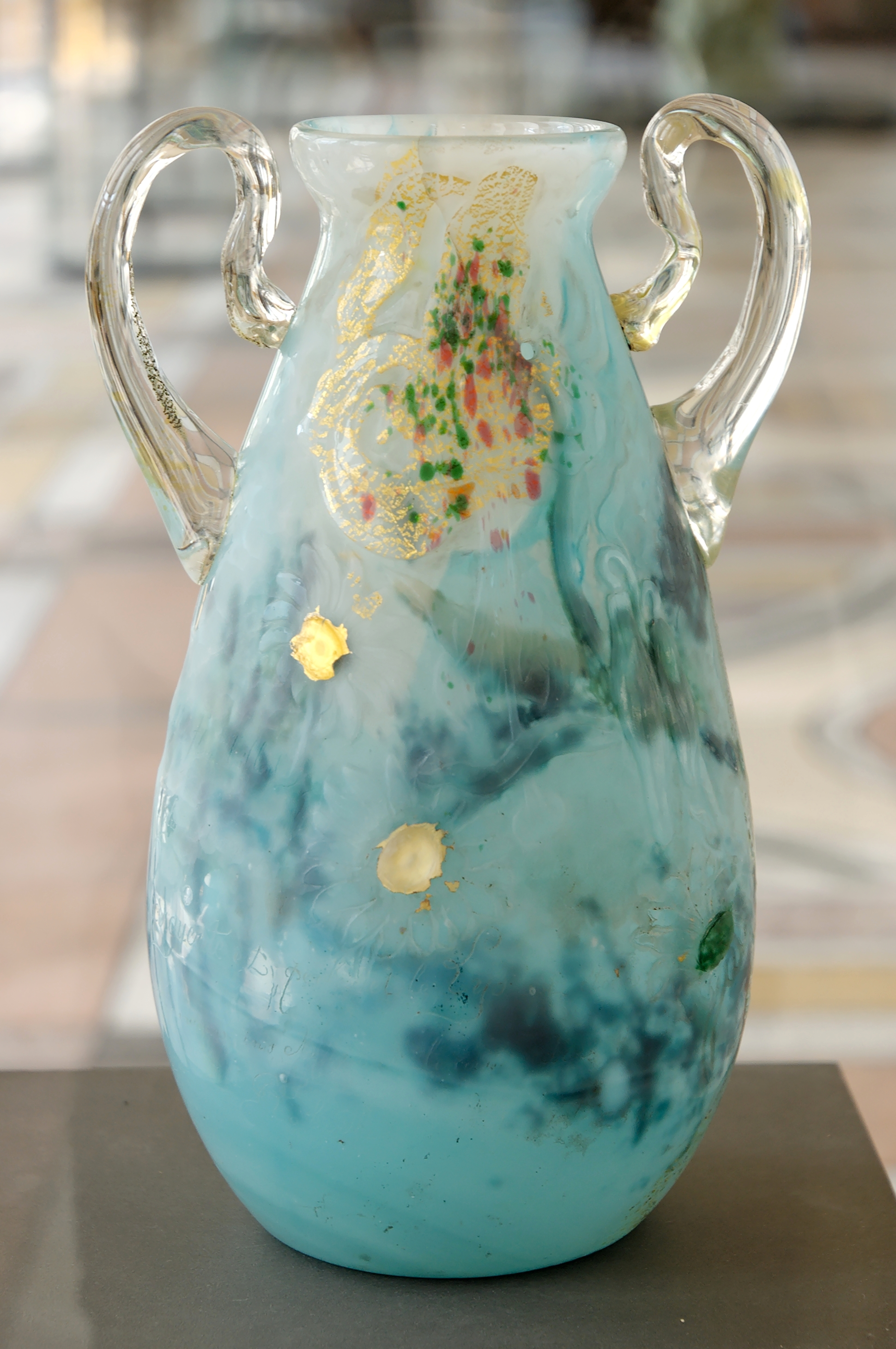
Jarrón con lirios y margaritas.

Émile Gallé (Nancy, 8 de mayo de 1846-Nancy, 23 de septiembre de 1904) fue un artista francés que trabajó el cristal y es considerado como uno de los principales representantes del movimiento Art nouveau francés.
Gallé era hijo de un fabricante de cerámica y muebles. Estudio filosofía, botánica y dibujo durante su juventud. Posteriormente aprendería la vidriería en Meisenthal, trabajando posteriormente en la fábrica de su padre en Nancy tras la guerra franco-prusiana. En sus trabajos iniciales usaría un cristal limpio adornado con esmaltes, pero pronto tornaría hacia un original estilo mediante el uso del cristal pesado y opaco tallado o grabado al agua fuerte con motivos florales. Su carrera despegaría a partir de que su trabajo recibiera excelentes críticas en la Exposición de París de 1878.
Fue junto a Antonin Daum el creador del movimiento conocido como École de Nancy, (Escuela de Nancy)
En la siguiente década Gallé mostraría exitosamente sus creaciones en la Exposición Universal de París (1889), alcanzando fama internacional. Su estilo, que enfatizaba en los adornos naturalistas y florales, estaba a la vanguardia del movimiento Art nouveau que emergía por aquel entonces. Continuaría incorporando técnicas experimentales en su trabajo, como el uso de burbujas de aire o láminas de metal, y también revitalizó la industria del vidrio, creando un taller propio para producir en masas diseños propios y de otros artistas. Su fábrica emplearía a 300 trabajadores y artesanos, entre los que se encontraba al notable vidriero Eugène Rosseau, y estaría en funcionamiento hasta 1913.
También se dedicó al diseño de muebles, con pesados dibujos derivados del arte rococó, y escribió un libro titulado Écrits pour l'art 1884-89 (Escritos sobre el arte 1884-89), que sería publicado a título póstumo en 1908.
Émile Gallé fue un humanista convencido involucrado en la creación de escuelas para la clase trabajadora (l’Université populaire de Nancy). Fue tesorero en Nancy de la Ligue Française pour la Défense des Droits de l’Homme y en 1898, con gran riesgo para su negocio, fue uno de los primeros en involucrarse activamente en la defensa de Alfred Dreyfus. Así mismo, condenó públicamente el genocidio armenio, defendió a los judíos rumanos y como protestante, alzó la voz en defensa de los católicos irlandeses contra Gran Bretaña, apoyando a William O’Brien, uno de los líderes de la revuelta irlandesa.